# Lino
För andra betydelser, se Lino (olika betydelser).
Dorvalino Alves Maciel, bättre känd som Lino, född 1 juni 1977 i São Paulo, Brasilien, är en brasiliansk tidigare fotbollsspelare (vänsterback). Han spelade för bland annat Corinthians, São Caetano, Figueirense, São Paulo, Bahia, Fluminese, Juventude, Académica de Coimbra, FC Porto och PAOK. 
Hans namn stavas Μασιέλ Λίνο på grekiska.